# Ichimoku
Ichimoku es un sistema de análisis técnico nacido en Japón en la segunda mitad del siglo XX.

## Construcción
Se construye un gráfico candlestick tradicional, al cual se añaden cinco líneas. Dos de ellas son medias móviles, otras dos forman la nube o kumo, y la última consiste en la línea de precios al cierre retrasada en 26 sesiones.
ICHIMOKU KINKO HYO
Tradicionalmente, se mantiene una importante separación entre técnicas occidentales de análisis técnico y sistemas orientales, básicamente japoneses. Uno de los motivos es que en Occidente, lo que el programa de gráficos que empleamos no realiza consideramos que no existe. En Japón son mucho más dados al mantenimiento manual de sistemas cuando es necesario, algunos de los cuales cuajan y se incorporan al día a día de la operativa oriental.
Como el japonés tampoco tiene especial interés en ‘exportar’ a oriente su conocimiento, lo cual es distinto a oponerse a ello, nos encontramos con que carecemos de la rica variedad técnica tan empleada en el país Nipón. Los gráficos Kagi o Renko son prácticamente desconocidos aquí, y sólo unos pocos dominan la técnica Ichimoku. Este sistema de representación gráfica se debe al trabajo desarrollado por Goichi Hosoda, que empleaba el pseudónimo “Ichimoku Sanjin”, cuya traducción sería algo así como “lo que observa el hombre situado en la montaña”. El sistema, Ichimoku Kinko Hyo se traduciaría como un vistazo equilibrado a los gráficos bursátiles. De hecho, el nombre deriva, precisamente, de la necesidad de este periodista de obtener la información gráfica de una sola vez. Su trabajo se inició en 1940, y lo desarrolló tras la Segunda Guerra Mundial, empleando decenas de miles de horas de estudiantes para realizar cálculos y optimizaciones en la era previa a los ordenadores personales.
Lo que intenta es avanzar con la representación candlestick hacia un sistema gráfico de mayor información. Utiliza gráficos diarios, dado que su mayor efectividad se encuentra en un periodo de medio plazo. Aun así, igual que ocurre con las técnicas candlestick, pueden emplearse otros periodos de tiempo, como la semana, el mes o gráficos intradiarios, pero con importantes matices en sus conclusiones.
1) La construcción de los gráficos
El gráfico consiste en un trazado candlestick complementado por cinco líneas adicionales.
Lo primero que se hace es suavizar los movimientos mediante dos medias móviles. Suelen ser de 9 y de 26 días, aunque pueden emplearse periodos distintos. Ahora bien, la media se traza empleando puntos medios, no precios de cierre, y no diarios, sino el punto medio entre el máximo y el mínimo del periodo en cuestión (9 o 26 días). El motivo de emplear 26 días es puramente cultural, dado que en la época en la que se desarrolló este método, la bolsa de Tokio abría 26 días al mes, puesto que se trabajaba los sábados. En cuanto a los 9 días, al parecer fue el periodo que mejor se acoplaba a los 26 días, según los laboriosos trabajos de optimización que desarrollaron los estudiantes a las órdenes de Hosoda. Si cambiamos los parámetros a 22 días, en lugar de 26, la optimización del período corto depende de las épocas y mercados, pero puede reducirse a 7 u 8 sesiones.
El empleo de medias móviles es similar al que se realiza en Occidente. Cuando la media móvil más rápida cruza a la lenta genera una señal de compra o de venta, según cruce al alza o a la baja. Son sistemas, como el MACD, basado en medias móviles, que funcionan bien en mercados en tendencia, y peor en mercados laterales. De hecho, el gran problema al que se enfrenta el análisis técnico sistemáticamente es al empleo de sistemas de tendencia (que fallan en mercados neutrales) o de sistemas laterales, que fallan al iniciarse las tendencias (un RSI puede mantenerse en zona de sobrecompra durante la mayor parte de una tendencia alcista, por ejemplo).
Líneas que forman las medias móviles:
1.- Línea Tenkan-sen / Conversion Line / Línea de conversión: media móvil de 9 sesiones
2.- Línea Kijun-sen / Basic Line / Línea básica: media móvil de 26 sesiones
Ambas con las particularidades mencionadas en el cálculo de la media móvil.
Lo siguiente que se hace es calcular y trazar las nubes, sin duda el elemento del gráfico más representativo.
La nube surge por el sombreado que se realiza entre dos líneas, de nombre similar pero construcción totalmente distinta.
Senkou Span A / Leading Span A / Distancia adelantada A: de construcción sencilla, pues consiste en sumar las dos medias móviles y dividirlas por dos, pero trazándolas con 26 días de antelación, de modo que se ‘adelantan’ en el gráfico al precio actual. Según se desarrolle la cotización del activo, interacuará con el kumo o nube previamente trazado. Puede observarse, por tanto, que coincide con la línea que une el punto medio entre las dos medias móviles, pero trazándose con una anticipación de 26 días.
Senkou Span B / Leading Span B / Distancia adelantada B: Coincidiría con una media móvil de 52 sesiones (calculada, como las anteriores, con el máximo y mínimo de todo el periodo). Dada la forma en la que se calcula, si no ‘entran’ nuevos máximos o mínimos (¡ni salen!) en el periodo de 52 sesiones, se mantendrá en el mismo nivel. Este hecho hace que sea habitualmente más plana que la Senkou Span A. Si en lugar de 26 sesiones en el cálculo de la Kijun-Sen, empleamos otro periodo, sustituiremos las 52 sesiones del Senkou Span B por el doble del periodo de la Kijun y se proyectará al futuro en el periodo elegido para el cálculo Kijun. Por ejemplo, si empleamos 22 en la línea Kijun, serán 44 en la Senko Span B. En el ejemplo, el trazado se adelantará en 22 sesiones, en lugar de 26.
Puede parecer extraña la forma en la que las líneas de adentran en el tiempo. Sin embargo, es el mismo concepto que subyace en la extensión de líneas, tanto las horizontales (soportes y resistencias inmóviles, líneas claviculares, rectángulos o bases y techos de dobles y triples mínimos o máximos) como, y más importante, las que presentan pendiente, como son las directrices alcistas y bajistas o las líneas de pautas técnicas, como una clavicular de un hombro-cabeza-hombro inclinado, base y techo de las congestiones riangulares, límites de las formaciones de techo y suelo expansivas o simples banderas y gallardetes. Si no nos sorpende su uso en figuras tradicionales no debe hacerlo el empleo de la proyección del kumo.
La nube es el elemento que se percibe con mayor rapidez, por lo que suele destacar el hecho de que suela sombrearse en distinto color (generalmente rojo / azul o rojo / verde), según se forme con la línea Senkou Span A por encima de la Senkou Span B o viceversa. Es una cuestión puramente estética, puesto que no tiene relevancia a efectos de análisis. Más importante que el color es, sin duda, el grosor de la nube, directamente relacionado con la capacidad de ruptura (véase empleo del jumo como soporte y resistencia). Por tanto, si el color no es relevante, el cruce de las líneas Senkou Span A y Senkou Span B no es importante desde un punto de vista tendencial, a diferencia del cruce de las Tenkan-Sen y Kijun-Sen, siendo, eso sí, un indicativo del punto de menor grosor del kumo y por tanto una cota de soporte o resistencia especialmente relevante.
En cuanto a la distancia del precio actual al kumo, es un indicativo de la velocidad de la tendencia. Tradicionalmente, se interpreta que un movimiento rápido, es decir, muy vertical, puede corregir también de forma violenta, pero puede mantenerse con fuertes avances o retrocesos mientras tanto. Son escenarios complicados, de ahí que, cuando se refiere a movimientos bajistas verticales en los que se intenta anticipar el suelo, se emplee la expresión “coger cuchillos por el filo mientras caen”.
Empleo del kumo o nube
Primer uso: Si el precio actual se encuentra por encima del kumo, la tendencia es alcista, mientras que si se encuentra por debajo del kumo es bajista. Precios dentro del kumo son síntoma de indecisión o tránsito.
Segundo uso: Si el precio está por encima del kumo, la línea superior de la nube actúa como primer soporte, mientras que la línea inferior como segundo soporte de referencia. Cuando el precio está por debajo del kumo, la línea inferior de la nube se presenta como resistencia más cercana, mientras que la línea superior es la segunda resistencia.
En cuanto el precio se introduce en el kumo deben buscarse señales de giro, pautas candlestick como el martillo, estrellas, penetrantes o envolventes, ruptura de directrices, divergencias de indicadores, rango menor que la vela anterior o cuerpo real pequeño e incluso doji en gráficos Heiken Ashi, confirmación de pautas de giro chartistas tradicionales o cualquier otra técnica de eficacia conocida.
La línea final: Chikou Span
La quinta línea que se añade a los gráficos es también del tipo span (distancia), pero retardada. El trazado es sencillo, pues no requiere cálculos adicionales, siendo simplemente el precio de cierre retardado en 26 sesiones (si el periodo de la Kijun-Sen es distinto, el retado de la Chikou Span se modificará para adecuarse a dicho periodo.
Al igual que el precio de hoy, los formados por la Chikou Span encuentran soporte y resistencia en el kumo y en los propios precios candlestick.